# Пионерская (станция скоростного трамвая)
«Пионе́рская» — станция скоростного трамвая в Волгограде, название отсылает к Дворцу пионеров.

## История
Станция открыта 5 ноября 1984 года в составе первой очереди строительства и вплоть до 2002 года являлась единственной действующей мостовой станцией скоростного транспорта в РСФСР и России.

## Технические характеристики
Станция по конструкции является эстакадной. Эстакада, на которой расположена станция, была пристроена к уже существовавшему автомобильному мосту с северо-западной стороны на несколько метров ниже, уровень крыши станции примерно совпадает с уровнем проезжей части.
Станция имеет боковые платформы, поэтому тоннели со стороны «Комсомольской» перекрещиваются.
На станции оборудовано четыре эскалатора, работающих на подъём в определённое время. В нескольких минутах ходьбы от станции расположены торговый центр «Пирамида» и ГДЮЦ.

## Оформление
Практически вся площадь боковых стен занята окнами, которые разделены металлическими колоннами. Пол отделан светлым гранитом, на нём выложен простой геометрический орнамент. Эскалаторные ходы оформлены круглыми окнами.